# Східний Капріві
Східний Капріві (Лóзі) — регіон області Капріві в Намібії. Бантустан племені лозі.
Був створений південноафриканським урядом в епоху апартеїда (1972) і, як Каванголенд і Овамболенд, в 1976 році отримав право автономного регіону.
У травні 1989 році здобув незалежність, втрачену в 1990 році.